# マックス・フォン・オッペンハイム

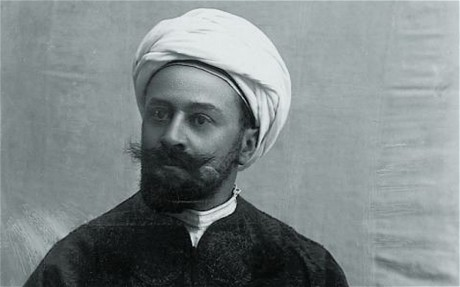

マックス・フォン・オッペンハイム（Max von Oppenheim、1860年6月15日 - 1946年11月17日）は、ドイツ人考古学者、外交官、男爵。子供の頃に読んだ千夜一夜物語から中東地域に興味を持ち、成人してから紀元前10世紀頃にアラム人が造り上げたテル・ハラフを発掘したことで知られる。

## 履歴
- 1860年6月15日:ドイツケルンに生まれる。父親はユダヤ系ドイツ人の銀行家アルベルト・フォン・オッペンハイム（ドイツ語版）。
- 1896年:ドイツ外務省に入省し、外交官としてエジプトのカイロに着任。
- 1899年:トルコへの旅行中、現在のシリアにてテル・ハラフ遺跡を発見。以後、30年にわたり断続的な発掘と研究を続けることとなる。
- 1930年:テル・ハラフ遺跡の出土品を収蔵したテル・ハラフ博物館をベルリンに開館。
- 1943年:ベルリン空襲でテル・ハラフ博物館が破壊される。破壊された像の一部をペルガモン博物館へ託される。
- 1946年11月17日:死去。

## オッペンハイムの発掘品
オッペンハイムの発掘品は、一部がシリアのアレッポ国立博物館に（レプリカを含めて）存在するが、多くはベルリン空襲で失われた。しかし2011年、ペルガモン博物館に託されていた石像が破片レベルから修復を受け、再展示されるに至っている。